# Megaselia doryphora
Megaselia doryphora är en tvåvingeart som beskrevs av Schmitz 1957. Megaselia doryphora ingår i släktet Megaselia och familjen puckelflugor. Inga underarter finns listade i Catalogue of Life.